# ناوهیرو یشیکاوا
ناوهیرو یشیکاوا (به انگلیسی: Naohiro Ishikawa) بازیکن فوتبال اهل ژاپن و عضو تیم ملی فوتبال ژاپن است که در تاریخ ۰۷ دسامبر ۲۰۰۳ میلادی اولین بازی ملی‌اش را انجام داد. او در ۶ بازی ملی حضور داشت و آخرین بازی ملی خود را در تاریخ ۲۴ فوریه ۲۰۱۲ میلادی انجام داد. ناوهیرو یشیکاوا در بازی‌های ملی‌اش
گلی به ثمر نرساند.